# Saint-Médard-en-Jalles
Saint-Médard-en-Jalles là một xã thuộc tỉnh Gironde trong vùng Nouvelle-Aquitaine tây nam nước Pháp. Xã này nằm ở khu vực có độ cao từ 9-48 mét trên mực nước biển.
Thị trấn nằm ở tây bắc thành phố Bordeaux.